# Grammy Awards 1983
I Grammy Awards 1983 sono stati la 25ª edizione dell'omonimo premio musicale.

## Vincitori e candidati

### Categorie principali

#### Registrazione dell'anno
- Rosanna - Toto; Toto (produttori)
- Steppin' Out - Joe Jackson; David Kershenbaum e Joe Jackson (produttori)
- Ebony and Ivory - Paul McCartney e Stevie Wonder; George Martin (produttore)
- Always on My Mind - Willie Nelson; Chips Moman (produttore)
- Chariots of Fire - Vangelis; Vangelis (produttore)

#### Album dell'anno
- Toto IV - Toto
- American Fool - John Cougar
- The Nightfly - Donald Fagen
- The Nylon Curtain - Billy Joel
- Tug of War - Paul McCartney

#### Canzone dell'anno
- Always on My Mind, scritta da Johnny Christopher, Mark James e Wayne Carson, cantata da Willie Nelson
- Ebony and Ivory, scritta Paul McCartney, cantata da Paul McCartney e Stevie Wonder
- Rosanna, scritta da David Paich, cantata dai Toto
- Eye of the Tiger, scritta da Frankie Sullivan e Jim Peterik, cantata dai Survivor
- I.G.Y. (What a Beautiful World), scritta e cantata da Donald Fagen

#### Miglior artista esordiente
- Men at Work
- Jennifer Holliday
- Asia
- Stray Cats
- The Human League

### Pop

#### Miglior interpretazione vocale pop femminile
- Melissa Manchester - You Should Hear How She Talks About You
- Laura Branigan - Gloria
- Juice Newton - Love's Been A Little Bit Hard On Me
- Olivia Newton-John - Heart Attack
- Linda Ronstadt - Get Closer

#### Miglior interpretazione vocale pop maschile
- Lionel Richie - Truly
- Elton John - Blue Eyes
- Donald Fagen - I.G.Y. (What a Beautiful World)
- Michael McDonald - I Keep Forgettin' (Every Time You're Near)
- Joe Jackson - Steppin' Out
- Rick Springfield - Don't Talk to Strangers

### Rock

#### Miglior interpretazione vocale rock femminile
- Pat Benatar - Shadows of the Night
- Kim Carnes – Voyeur
- Linda Ronstadt – Get Closer
- Bonnie Raitt – Green Light
- Donna Summer – Protection

#### Miglior interpretazione vocale rock maschile
- John Mellencamp - Hurts So Good
- Peter Gabriel – Shock the Monkey
- Don Henley – Dirty Laundry
- Rick Springfield – I Get Excited
- Rod Stewart – Tonight I'm Yours

#### Miglior interpretazione rock di un duo o un gruppo
- Survivor - Eye of the Tiger
- Asia – Asia
- The J. Geils Band – Centerfold
- Kenny Loggins ft. Steve Perry – Don't Fight It
- Frank Zappa e Moon Unit Zappa – Valley Girl

### R&B

#### Miglior canzone R&B
- Turn Your Love Around, scritta da Jay Graydon, Steve Lukather e Bill Champlin, eseguita da George Benson
- Sexual Healing, scritta da Marvin Gaye, Odell Brown e David Ritz, eseguita da Marvin Gaye
- Let It Whip, scritta da Reggie Andrews e Leon "Ndugu" Chancler, eseguita da Dazz Band
- That Girl, scritta ed eseguita da Stevie Wonder
- Do I Do, scritta ed eseguita da Stevie Wonder
- It's Gonna Take a Miracle, scritta da Teddy Randazzo, Bobby Weinstein, & Lou Staliman, eseguita da Deniece Williams

### Produzione

#### Produttore dell'anno, non classico
- Toto[2]
- Gary Katz
- John Cougar Mellencamp e Don Gehman
- David Foster
- Quincy Jones